# Rojo Africana
Pour les articles homonymes, voir Rojo et Africana.
La Rojo Africana (« Rouge Africaine ») ou simplement l'Africana est une race de moutons de Colombie. Mouton à poils descendant de moutons africains, ce mouton est élevé pour sa viande, et connu sous divers noms.

## Origine
Le Rojo Africana descend de moutons originaire d'Afrique de l'Ouest. Chargés sur les navires négriers pour nourrir les esclaves, ils furent introduits en Colombie,.
Il est appelé sous divers noms : Pelona, Camura ou Ovinos de Pelo Criollos Colombianos (OPC) en espagnol ou Red African et Colombian Wooless en anglais,.

## Description
Le Rojo Africana ressemble au Pelibüey par sa taille et sa morphologie. C'est un mouton à poils dont la couleur varie selon les différentes teintes de brun : du beige au noir en passant par le fauve et le rouge. Le mâle porte parfois une crinière à manchette. Il mesure en moyenne 59 cm au garrot et ne porte pas de cornes.
La race est divisée en deux types en fonctions de la couleur du pelage : le Sudan au poil clair à brun et l'Etiope au poil sombre (rouge à noir),,. Mais en 2018, des études génétiques ont fait apparaître des différences notables entre les deux populations. Les auteurs en ont conclu que les deux types devaient être séparés en deux races distinctes.

## Élevage et production
L'Africana est élevé pour sa viande. On le retrouve essentiellement dans deux régions du pays : la région andine et la région caribéenne. Bien adapté aux zones arides, c'est une race rustique qui s'adapte très bien. Bien traité, il s'apprivoise facilement et se révèle affectueux. La race est sensible à la pourriture du sabot si les pluies annuelles dépassent les 1 000 mm.
Une brebis peut se reproduire à partir de 15-19 mois. Elle a trois agnelages sur deux ans. Après une gestation de 152 jours, elle donne naissance entre un et deux agneaux, très rarement trois. Les agneaux pèsent en moyenne 2,5 kg à la naissance. A un an, les béliers pèsent en moyenne 49 kg et les brebis 45 kg. Dans de bonnes conditions, un mâle de 4 ans peut atteindre les 80 kg. La mortalité des jeunes est basse : entre 10 et 12 %.
En 1975, sa population était évaluée à 392 015 têtes soit 18 % de la population ovine du pays.
La race est également présente au Venezuela, dans l'état de Zulia (frontalier à la Colombie), sous le nom de Roja Africana.

## Menaces
Comme de nombreuses races indigènes, le Rojo Africana est menacé par l'hybridation avec des races exotiques importées.

#### Ouvrages
- (en) Valerie Porter, Lawrence Alderson, Stephen J.G. Hall et D. Phillip Sponenberg, Mason's World Encyclopedia of Livestock Breeds and Breeding, CABI, avril 2016, 1200 p. (ISBN 978-1-8459-3466-8, BNF 45071728, lire en ligne)

#### Articles
- [Flórez Murillo 2018] (es) Julio Mateo Flórez Murillo, M. De J. Hernández, M. De J. Bustamante et O. D. Vergara, « Morphostructural characterization of three Colombian woolless sheep populations “OPC” », Archivos de Zootecnia, vol. 67, no 259,‎ janvier 2018, p. 340-348 (DOI 10.21071/az.v67i259.3789, lire en ligne)
- [Julio Flórez 2018] (es) Julio Mateo Flórez Murillo, Marcos de Jesús Hernández Pérez, Moris de Jesús Bustamante Yánez et Oscar David Vergara Garay, « Caracterización morfológica y faneróptica de hembras ovino de pelo criollo colombiano "opc" Etiope », Revista Científica, vol. XXVIII, no 6,‎ 2018, p. 445 - 453 (lire en ligne [PDF])
- [Julio Flórez 2020] (en) Julio Mateo Flórez Murillo, Marcos De Jesús Hernández Pérez, Moris De Jesús Bustamante Yánez et Oscar David Vergara Garay, « Morphological and phaneroptic characterization of Sudan female Colombian Creole Hair Sheep “OPC” », Journal MVZ Cordoba, vol. 25, no 1,‎ 2020, p. 1-10 (ISSN 1909-0544, DOI 10.21897/rmvz.1263, lire en ligne [PDF])